# Homberg (bei Lauterecken)
Homberg település Németországban, Rajna-vidék-Pfalz tartományban. Lakosainak száma 199 fő (2023. december 31.).

## Népesség
A település népességének változása:
| Lakosok száma | 250  | 200  | 193  | 199  | 202  | 199  |
|               | 1975 | 2017 | 2019 | 2021 | 2022 | 2023 |